# Borum (plaats)
Borum is een plaats in de Deense regio Midden-Jutland, gemeente Aarhus, en telt 361 inwoners (2007).